# 1800 aux États-Unis
Pour des articles plus généraux, voir Chronologie des États-Unis et 1800.
Chronologie des États-Unis
- 1796
- 1797
- 1798
- 1799
- 1800
- 1801
- 1802
- 1803
- 1804

Cette page concerne des événements d'actualité qui se sont produits durant l'année 1800 du calendrier grégorien aux États-Unis.

## Gouvernement
- Président : John Adams (Fédéraliste).
- Vice-président : Thomas Jefferson (Républicain-Démocrate).
- Secrétaire d'État : Timothy Pickering, puis Secrétaire d'État intérimaire : Charles Lee à partir du 13 mai, puis Secrétaire d'État : John Marshall à partir du 13 juin.
- Chambre des représentants - Président : Theodore Sedgwick (Fédéraliste).

## Événements
- 1er janvier, Rhode Island : Pierre Samuel du Pont de Nemours émigre aux États-Unis[1] avec ses fils, dont Éleuthère Irénée du Pont de Nemours, où il espère établir une colonie en Virginie.
- 1er - 2 février : combat de l'USS Constellation et de la Vengeance au large de l'île de Saint-Christophe.
- D'avril à octobre : élection présidentielle américaine de 1800.
- 24 avril : fondation de la Bibliothèque du Congrès américain.

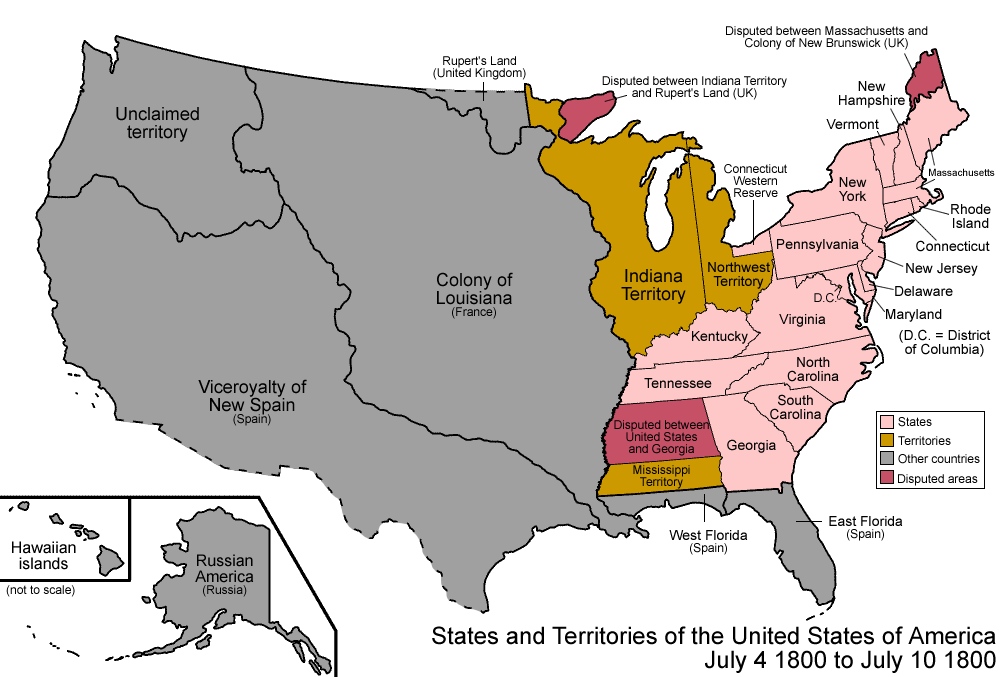
4 - 10 juillet 1800

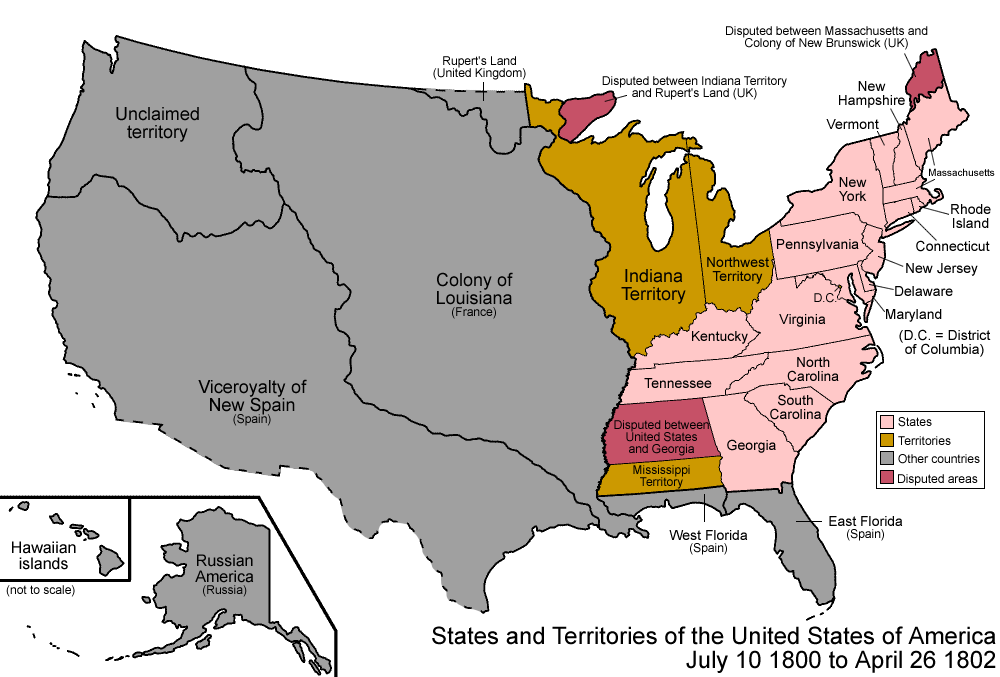
10 juillet 1800 - 26 avril 1802

- 4 juillet : le Territoire de l'Indiana est formé à partir de la région ouest du Territoire du Nord-Ouest[2]. Il correspond aux actuels États de l'Illinois et de l'Indiana, au nord-est du Minnesota et du Wisconsin, ainsi qu'à la moitié ouest de la péninsule inférieure du Michigan et toute la péninsule supérieure à l'exception de la pointe est. Le Territoire du Nord-Ouest ne comporte plus que la majeure partie de l'actuel Ohio et le reste du Michigan.
- 10 juillet : le Connecticut cède sa Western Reserve au gouvernement fédéral, qui l'ajoute au Territoire du Nord-Ouest ; elle correspond à la partie nord-est de l'actuel Ohio[3].
- 4 août : le deuxième recensement tient place. Le recensement estime la population des États-Unis à 5.308.483 habitants dont  893.602 esclaves[4].

|                                  | 1790      | 1800      |
| -------------------------------- | --------- | --------- |
| Population totale des États-Unis | 3.929.326 | 5.308.483 |
| Esclaves aux États-Unis          | 697.681   | 893.602   |

- 30 août : révolte de Gabriel Prosser, un jeune esclave noir de 24 ans qui tente de prendre la ville de Richmond (Virginie) à la tête d’un millier de Noirs. Dénoncée par deux autres esclaves, sa tentative échoue et il est pendu avec 35 de ses hommes[5].
- 30 septembre : le Traité de Mortefontaine entre la France et les États-Unis est signé, terminant la Quasi guerre. Il sera ratifié et proclamé le 21 décembre 1801[6].

.

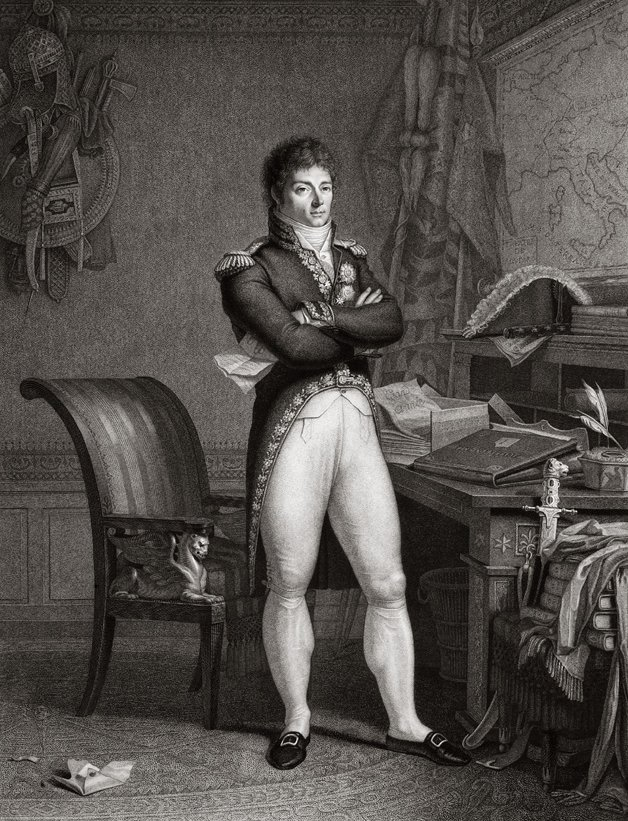
Louis-Alexandre Berthier signataire du traité secret de San Ildefonso pour la France

- 1er octobre : le Traité de San Ildefonso transfère la Louisiane de l'Espagne à la France[7].
- 1er novembre : 
  - Fin de la construction de la maison présidentielle (appelée Maison-Blanche à partir de 1901), les portiques ne seront toutefois ajoutés qu'en 1825,  elle est dès lors habitée par le président John Adams et sa femme. Le siège du gouvernement américain est transféré à Washington.
  - Middlebury College se voit accordr une charte par l'Assemblée générale du Vermont.
- 17 novembre : le Congrès des États-Unis tient sa première session à Washington D.C..
- 3 décembre : suffrage universel masculin aux États-Unis pour l'élection présidentielle.
- Les États-Unis comptent 5,3 millions d’habitants[8]. Sept cent mille colons blancs sont installés à l’ouest des Appalaches (Ohio, Illinois, Indiana, Alabama et Mississippi).
- Les planteurs français de Louisiane lancent une pétition contre le gouverneur espagnol qui avait interdit la traite négrière.

## Naissances
- 7 janvier : Millard Fillmore, (décède le 8 mars 1874), est le treizième président des États-Unis. Il est élu vice-président de Zachary Taylor dont le mandat débute en 1849. Après le décès de Zachary Taylor, Millard Fillmore lui succède en 1850 jusqu'au terme du mandat en 1853.
- 9 mai : John Brown, (né à Torrington dans l'État du Connecticut et pendu le 2 décembre 1859 à Charles Town, Virginie (maintenant en Virginie-Occidentale), était un abolitionniste, qui en appela à l'insurrection armée pour abolir l'esclavage.

## Décès
- 21 mars : William Blount, (né en 1749), est un homme d'État américain. Il fut délégué pour la Caroline du Nord à la Convention constitutionnelle, le premier et seul gouverneur du Territoire du Sud-Ouest. Il fut sénateur républicain-démocrate du Tennessee (1796-1797), État pour lequel il joua un grand rôle dans sa création. Il fut le premier sénateur américain à être expulsé du Sénat.
- 31 août : John Blair, (né en 1732) était un juge de la Cour suprême des États-Unis d'Amérique. Délégué au Congrès constitutionnel de la 1787, il fut l'un des signataires de la Constitution des États-Unis d'Amérique[9].
- 26 septembre : William Billings, (né à Boston le 7 octobre 1746, mort dans cette même ville) est un compositeur américain de musique chorale, et est considéré comme le père de la musique chorale américaine.
- 10 octobre : Gabriel Prosser, (né dans le Comté de Henrico, Virginie, env. 1775), était un esclave afro-américain qui en 1800 projeta une révolte de 1 100 esclaves.

#### Articles généraux
- Histoire des États-Unis de 1776 à 1865
- Évolution territoriale des États-Unis
- Histoire de la Louisiane
- Réfugiés français de Saint-Domingue en Amérique

#### Articles sur l'année 1800 aux États-Unis
- Bibliothèque du Congrès
- Traité de Mortefontaine
- Traité de San Ildefonso (1800)
- Élection présidentielle américaine de 1800